# Jullianges
Jullianges là một xã thuộc tỉnh Haute-Loire nam trung bộ nước Pháp. Xã Jullianges nằm ở khu vực có độ cao trung bình 958 mét trên mực nước biển.